# Aphelandra runcinata
Aphelandra runcinata är en akantusväxtart som beskrevs av Johann Friedrich Klotzsch och Christian Gottfried Daniel Nees von Esenbeck. Aphelandra runcinata ingår i släktet Aphelandra och familjen akantusväxter. Inga underarter finns listade i Catalogue of Life.